# Ul·le

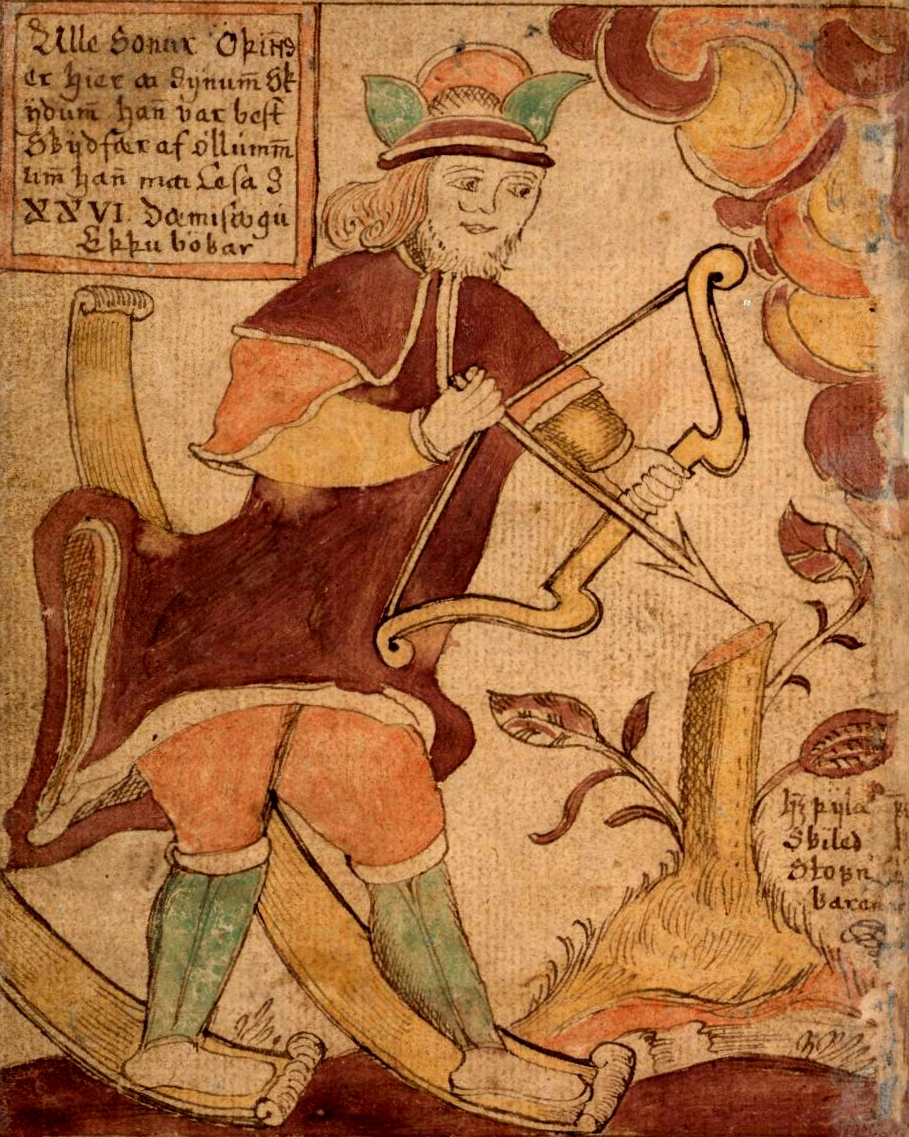
Il·lustració d'un manuscrit islandès del on es mostra a Ul·le amb els seus esquís i el seu arc.

En la mitologia nòrdica, Ul·le (en norrè conegut com a Ullr o Uller) és fill de Sif i fill adoptiu Tor. Tot i que les fonts que ens parlin d'aquest déu són escasses, és probable que es tractés d'un déu de gran importància en temps prehistòrics i fins i tot un dels principals déus del panteó protogermànic esmentats a la inscripció de Torsberg del segle iii.

## A l'Edda prosada
A la Gylfaginning de l'Snorri Sturluson, una de les parts més importants de l'Edda en prosa, es fa una descripció breu de l'Ul·le.
| Ullr heitir einn, sonr Sifjar, stjúpsonr Þórs. Hann er bogmaðr svá góðr ok skíðfœrr svá at engi má við hann keppask. Hann er ok fagr álitum ok hefir hermanns atgervi. Á hann er ok gott at heita í einvígi. Arxivat 2009-01-22 a Wayback Machine. | N'hi ha un que es diu Ul·le. És fill de la Sif i fillastre d'en Tor. És tan bon arquer i esquiador que ningú no pot rivalitzar amb ell. És formós i té un posat marcial. És bo d'invocar-lo en un duel.— Versió catalana basada en la traducció de Young |  |

Als Skáldskaparmál, cap. 21, la segona part de l'Edda de l'Snorri, aquest esmenta una altra vegada l'Ul·le en la presentació de les kenningaramb que hom el pot designar. L'Snorri ens diu que l'Ul·le pot ésser anomenat "déu de l'esquí", "déu de l'arc", "déu de la caça" i "déu de l'escut". En canvi, un escut també pot ésser anomenat "nau de l'Ul·le". No obstant això, l'Snorri, tot i presentar-nos aquestes kenningar, no ens narra cap mite protagonitzat per l'Ul·le ni cap mite que ens expliqui les kenningar.

## A la poesia escàldica
La nota de Snorri que diu que un escut pot ésser anomenada "nau d'Ul·le" és ben present en la poesia escàldica en kennings com askr Ullar, far Ullar i kjóll Ullar, els quales es refereixen a escuts i parlen sobre la nau d'Ul·le. Tot i que els orígens d'aquests kennings ens és desconegut, és possible que estiguin connectats amb la identita d'Ul·le com a déu de l'esquí. És probable que els primers esquís o trineus tinguessin una similitud important amb els escuts.
El nom d'Ul·le és també comú en molts kennings guerrers, on se sol dir acompanyat del nom d'altres déus.
Ullr brands – Ul·le d'espasa – guerrer
rand-Ullr – escut-Ul·le – guerrer
Ullr almsíma – Ul·le de la corda d'arc – guerrer  Arxivat 2007-11-13 a Wayback Machine.
Tres poemes escàldics (concretament el Þórsdrápa, Haustlöng i un fragment de Eysteinn Valdason, es refereixen a Tor com a pare adoptiu d'Ul·le, amb la qual cosa es confirma la informació proporcionada per Snorri.

## A l'Edda poètica
Ul·le és esmentat a la cançó Grímnismál, on ens descriuen les llars dels déus.
| Ýdalir heita þar er Ul·ler hefir sér of görva sali. | Ýdalir, les Valls dels Teixos, es diu l'indret, on Ul·le es va fer les sales .— Versió catalana basada en la traducció de Torpe |

El nom Ýdalir significa "vall de teix". El teix era un material important per a la construcció d'arcs i, en nòrdic antic, la paraula ýr (teix) sovint s'emprava metafòricament per referir-se als arcs. Per tant, sembla que el nom d'Ýdalir està connectat amb la idea d'Ul·le com a déu de l'arc.
També es fa esment d'Ul·le en una altra estrofa de la cançó Grímnismál.
| Ullar hylli hefr ok allra goða hverr er tekr fyrstr á funa, því at opnir heimar verða of ása sonum, þá er hefja af hvera. | D'Ul·le i de tots els déus tindrà favors, qui miri primer al foc; perquè s'obrirà la llar, als fills dels Aesir, quan les onades s'alcin. — Versió catalana basada en la traducció de Torpe. |

Aquesta estrofa és bastant obscura i, segons els experts, sembla que fa referència a una antiga cerimònia religiosa en la qual Ul·le ocupava un lloc destacat.
L'última referència que es fa d'Ul·le a l'Edda poètica es troba al poema Atlakviða.
| Svá gangi þér, Atli, sem þú við Gunnar áttir eiða oft of svarða ok ár of nefnda, at sól inni suðrhöllu ok at Sigtýs bergi, hölkvi hvílbeðjar ok at hringi Ullar. | Que et vagi així, Atli! que amb Gunnar has mantingut els acèrrims juraments, presos anteriorment - pel sol que traça una ratlla pel sud, i el turó de Sigtý, el llit retirat del descans, i per l'anell d'Ul·le. — Versió catalana basada en la traducció de Torpe. |

Sembla que en aquesta estrofa ens trobem, de bell nou, amb un Ul·le associat amb alguna mena de cerimònia i jurant per mitjà de o a causa d'un anell. Ambdues cançons, Atlakviða i Grímnismál, són considerades com dues de les cançons èddiques més antigues, la qual cosa reforça la hipòtesi segons la qual la importància d'Ul·le dins el panteó germànic havia decaigut.